# 渋み
渋み（しぶみ）、渋さ（しぶさ）は日本の伝統的な美意識の一つ。美術・工芸を表現する概念であり、華やかでなく落ち着いた趣がある、地味で深い味わいを指す。
また、味を分類する概念の一つ。柿の渋のような味を表す。

## 美意識の渋み

### 渋さと美

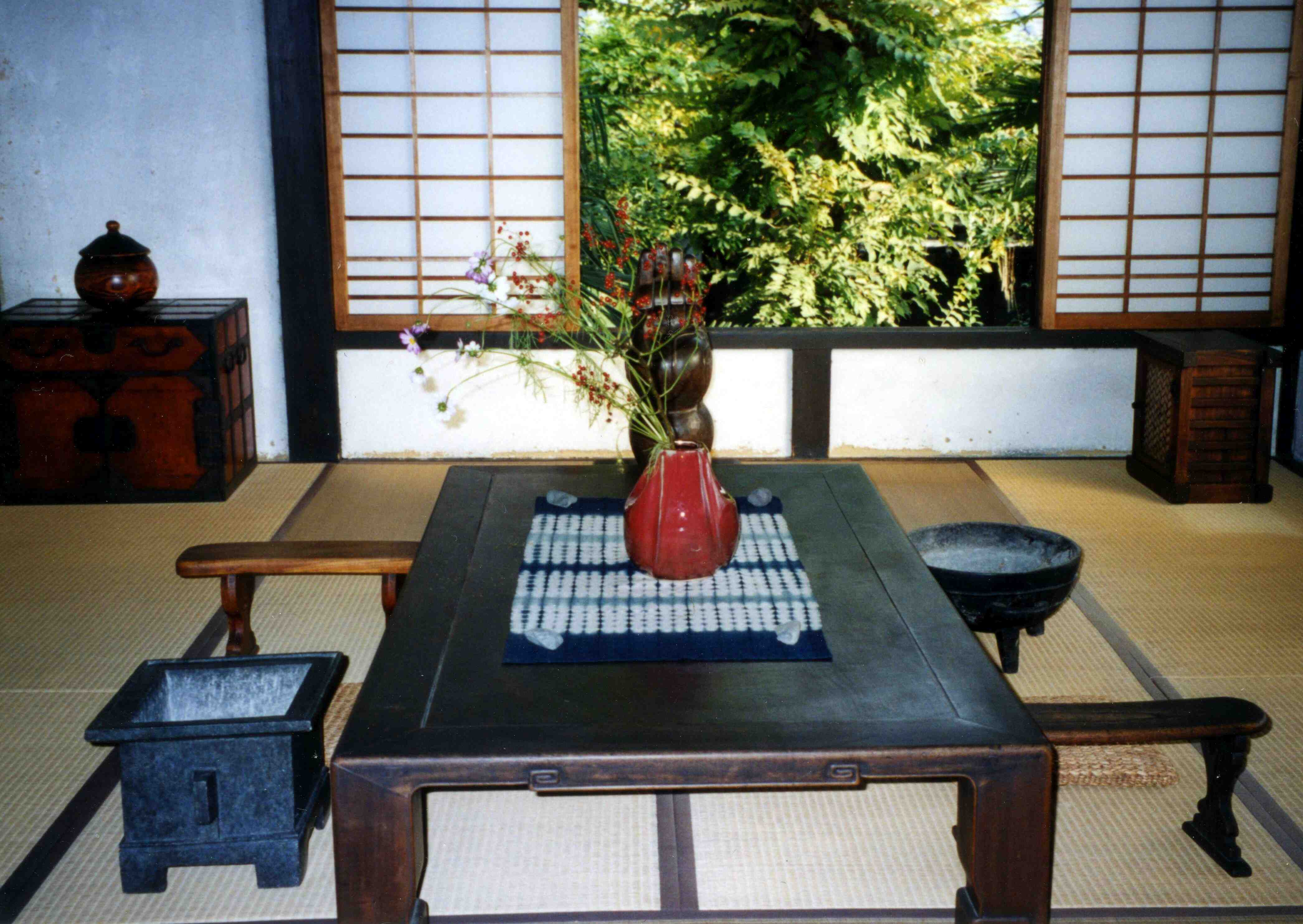
京都の河井寛次郎記念館

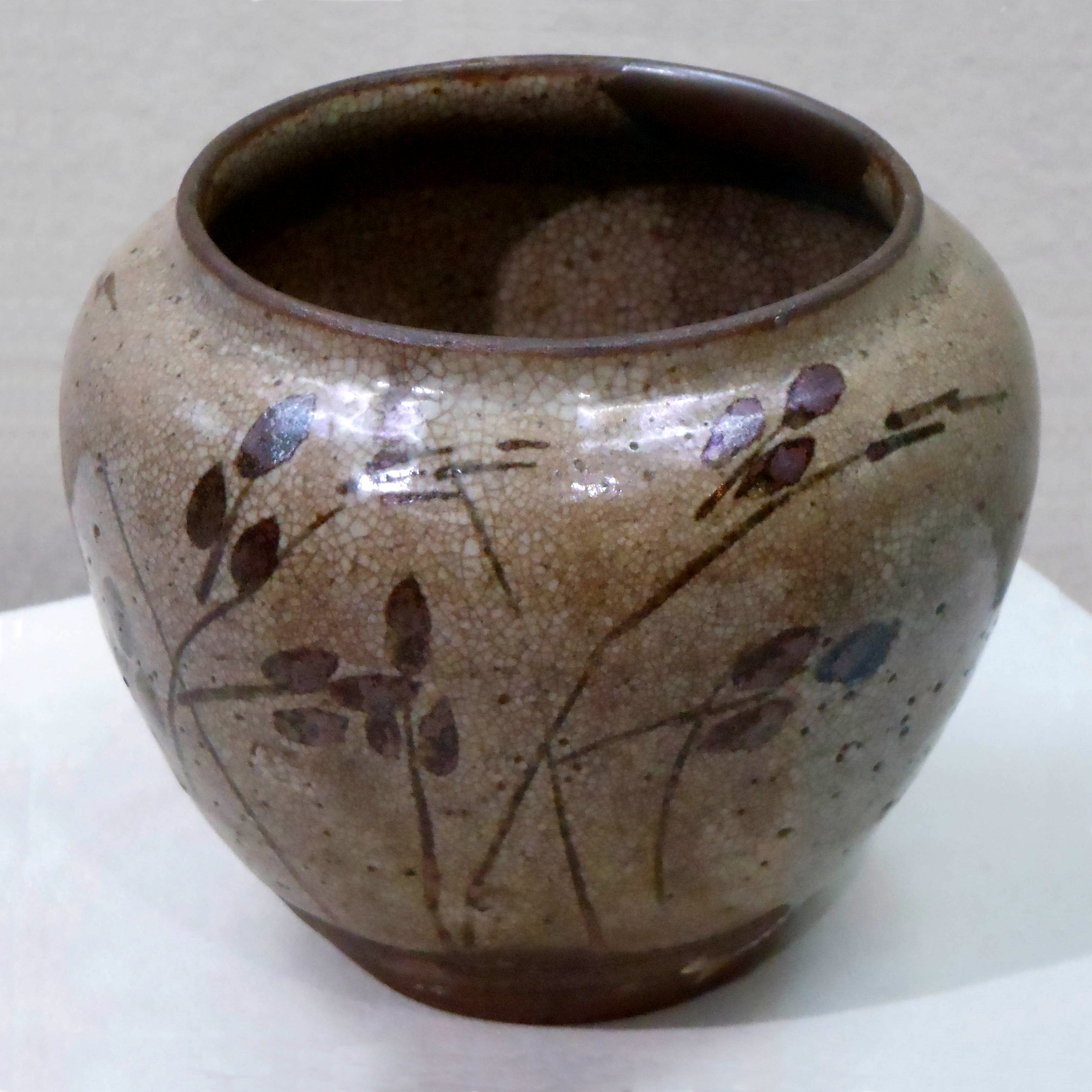
絵唐津・鉄絵萩文壺、1590-1610年代。

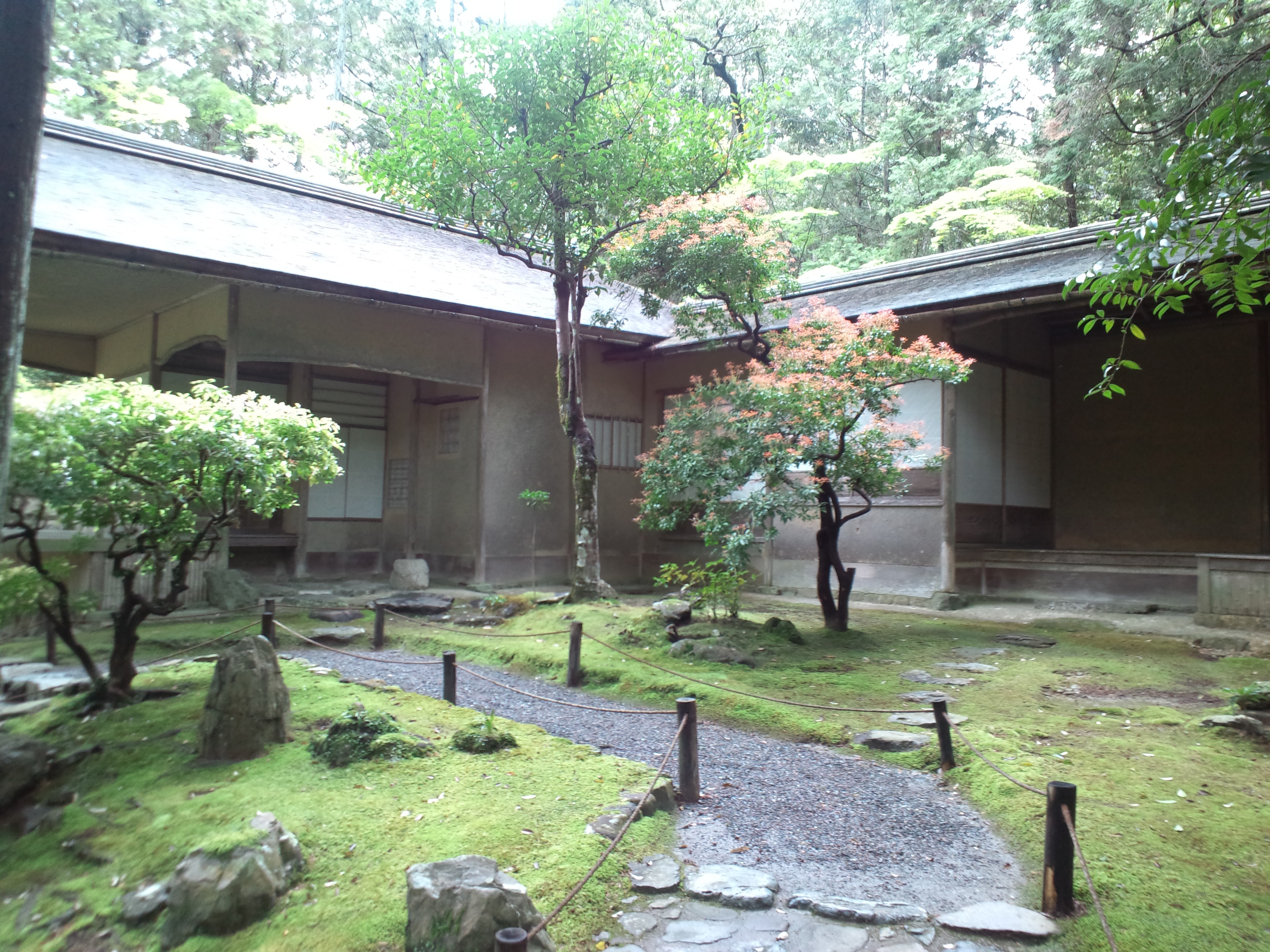
西芳寺湘南亭

渋さは、日本の美意識の一つとして人や物の表現に使用されている。美意識における「渋さの美」について、柳宗悦は以下のように説明している。
渋さは日本庭園あるいは日本式庭園の基調を表現するものでもあり、柳宗悦は焼き物、染織、漆器、木竹工など「用の美」の表現に使用している。
現代ではデザインの概念の説明にも使用されており、吉岡徹・市原茂によると、江戸時代の美意識の1つである「粋」の現代の女子大生のイメージには「渋み」の感覚があるという。色彩の表現においても「渋さ」は用いられており、一般に「渋い色」といった場合は彩度の低い色や明度の低い色、もしくはその両方が低い色を指す。
日本の芸術家である岡本太郎は「渋み」について執筆しており、音楽界では、音楽の概念の表現に「渋さ」が使用されている。最近のバンドの名前の一部に使用しているグループがあり、「渋さ知らズオーケストラ」がある。

### 海外での"shibui"の評価
海外での“shibui”は、日本の美意識として評価されている。陶芸家にして白樺派や民芸運動にも関わりがあるほか、日本民藝館の設立にあたって柳宗悦に協力したイギリス人のバーナード・リーチは、純粋芸術としての陶芸に対して実用的な日用陶器を作る制作スタイルを示していた。「The Unknown Craftsman: A Japanese Insight Into Beauty」などを使い、日本の“Wabi, Sabi and Shibui”の概念をイギリスに紹介し、展覧会も開いてその理論を解説した。
濱田庄司が外遊し、サンノゼ州立大学でのワークショップを行った時の学生であり、ソルトレイクシティにいた陶芸家のDorothy Bearnsonは、「鉄釉の陶器」で「渋さ」を表現した作品を発表した。また、「しぶい」は日本の美意識として注目され、海外の現代美術で特集されたことが、1960年に『芸術新潮』で日本に紹介されていた。
1979年には、アメリカの小説家であるトレヴェニアンの小説の題材として採用された。日本のデザインを表現する上で基本的な概念と考えられており、「shibui」の語は英語最大の辞典であるオックスフォード英語辞典にも掲載されている。

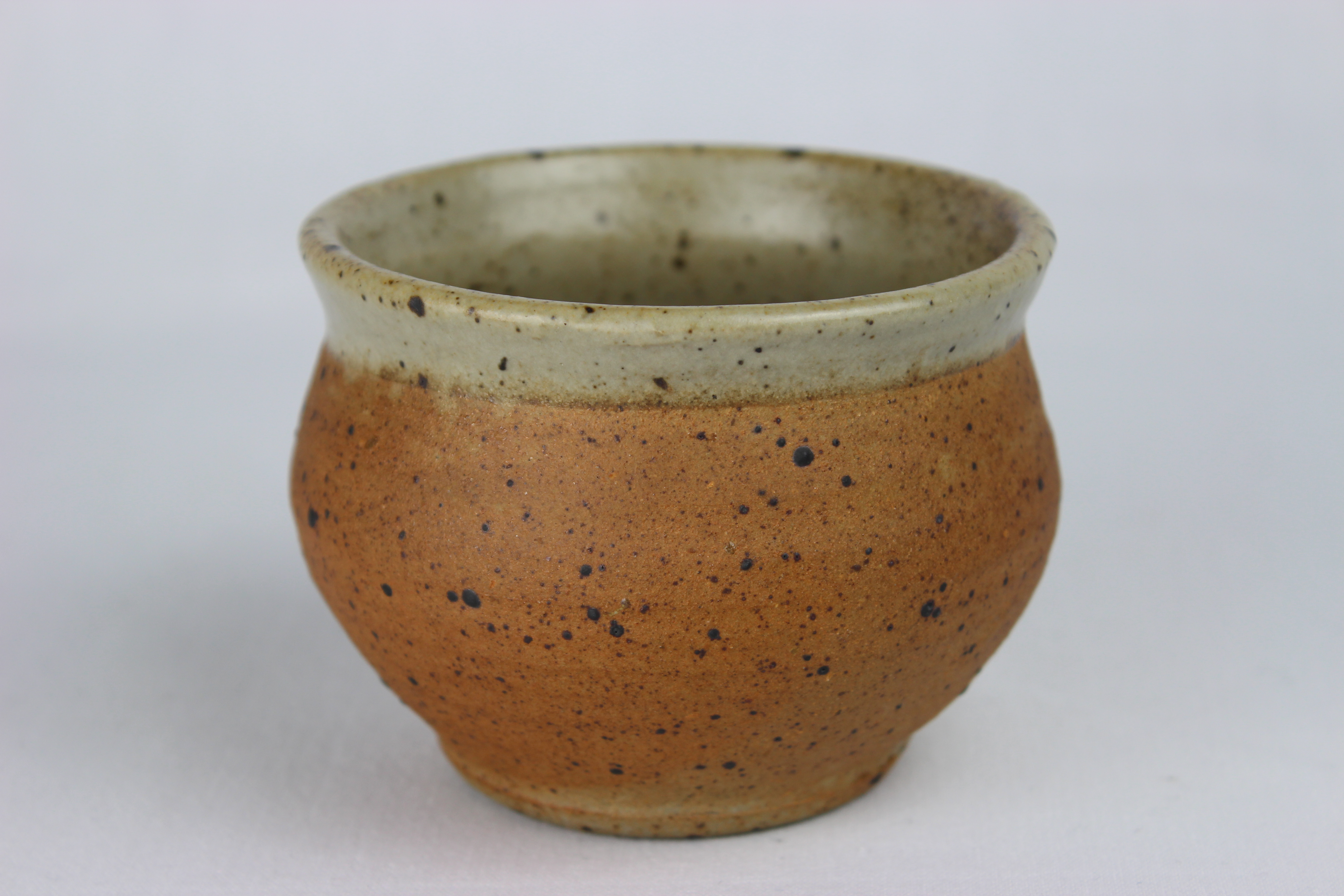
Studio Ceramics sugar bowl by Bernard Leach(York Museums)
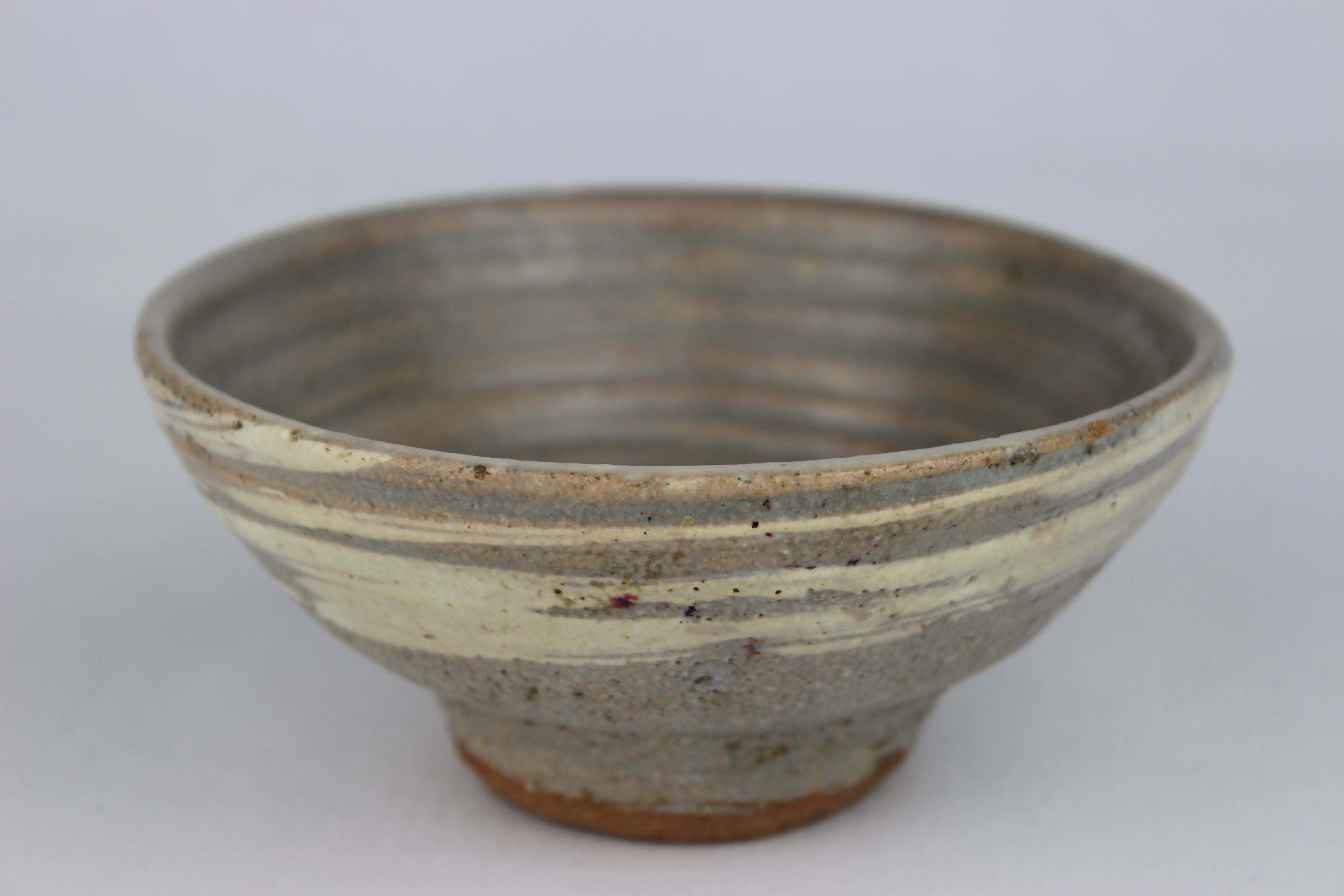
Thrown Bowl by Bernard Leach (York Museums)
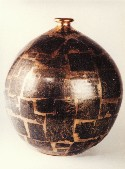
1983年作 Dorothy Bearnson "Shibusa Implicity"
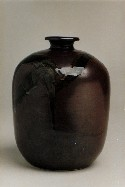
1988年作 Dorothy Bearnson "Shibusa Modesty"

## 味覚の渋み

### 渋味物質と感覚

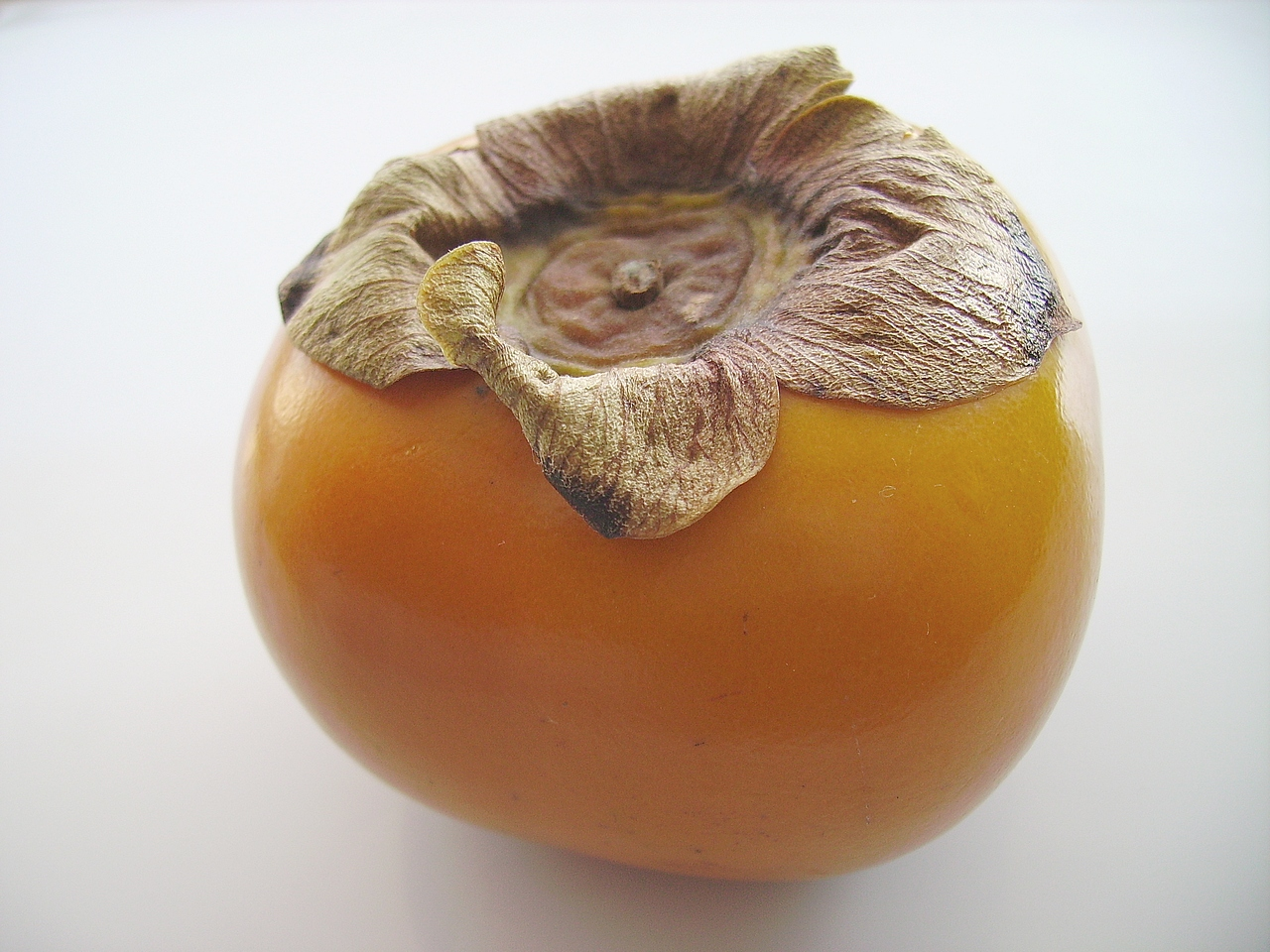
渋柿

味覚としての渋みは「味」の字を当てて渋味とも書く。
渋味物質は、主にアルミニウム、亜鉛、クロームのような多価の金属イオン、植物タンニン、エチルアルコール、アセトンのような脱水性溶媒、ハロゲン化酢酸を含む酸類の4種に大別される味というが、五基本味ではなく触覚に近い感覚という。
渋味と苦味は異なるものであり、例えば、柿渋の渋みはタンニン、茶葉の渋味はカテキン、苦味はカフェインによるものである。
渋味は、味を分類する概念のひとつと考えられている。しかし生理学的定義に基づく味覚のいわゆる五原味（甘・酸・塩・苦・うま味）には含まれず、辛味と同様、渋味は触覚に近い感覚だと考えられている。
渋柿、茶、ワインなどに含まれるタンニンは、口に入れると強い渋味を感じさせる。これはタンニンが舌や口腔粘膜のタンパク質と結合して変性させることによると言われている。このようなタンニンによる粘膜の変性作用のことを「収斂作用」と呼ぶ。渋味は厳密には味覚の一種というよりも、このタンパク変性によって生じる痛みや触覚に近い感覚だと言われているため、渋味のことを「収斂味」（しゅうれんみ）と呼ぶこともある。
タンニンが渋味を感じさせるためには、その水溶性が高く唾液に溶けることが必要である。逆に、縮合タンニンの重合度が増したことなどによって不溶化すると渋味を感じさせなくなる。渋柿を甘くするために干し柿にするのは、この効果を狙ってのことである。

### 渋味と日本茶

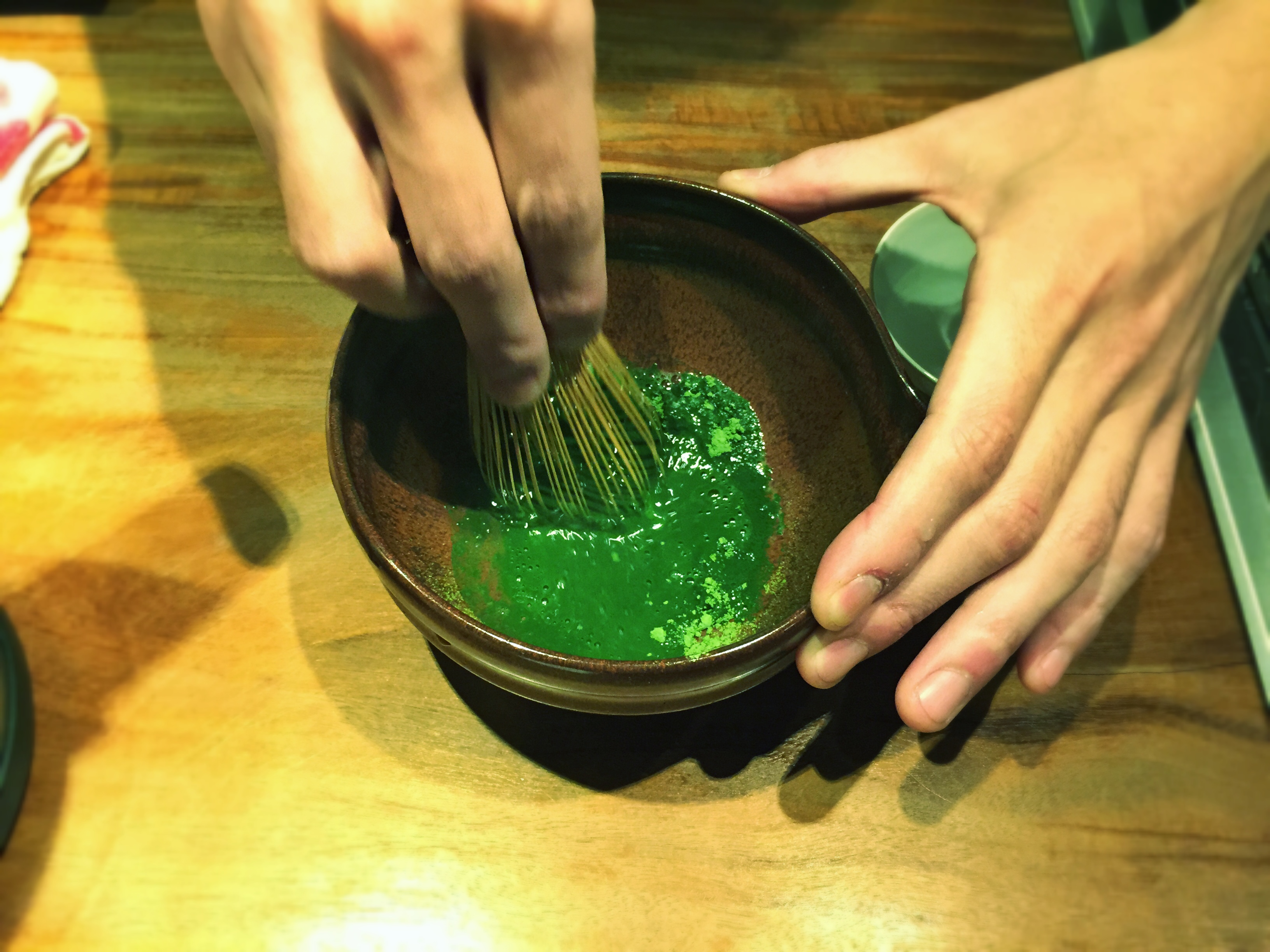
抹茶（濃茶）

茶の渋味は、緑茶中に含まれるカテキン（タンニン）によるものであることが示されている。
ただし紅茶が渋味を重視するのに対し、日本の抹茶・煎茶とも渋味よりもうま味を重視した茶である。抹茶では栽培時に日光を遮ることにより、渋み・苦みを有するカテキン類の生産を抑制し、うま味・甘みのもとであるテアニンなどのアミノ酸を増やす。煎茶でも上級煎茶ほどアミノ酸含有量が多く、煎茶よりも高級な玉露では抹茶と同様被覆によりカテキンの生産を抑制しテアニンを増やす。
一方、庶民に飲まれていた安価な番茶は渋み・苦みのもとであるカテキンが多い。食における色彩嗜好とイメージとの関係について、「茶は渋さ、にがさのイメージと結びつく」という。また民藝運動の主唱者である柳宗悦によると、美意識の表現として「渋さ」に影響を与えたという。